# سیاه (آلبوم اسکینگ الکزندریا)
سیاه (به انگلیسی: The Black) چهارمین آلبوم استادیویی گروه متال‌کور انگلیسی اسکینگ الکزندریا است که در مارس ۲۰۱۶ توسط سومریان ریکوردز منتشر شد. این اولین آلبوم این گروه به همراه وکالیست جدیدشان دنیز شافوروستو است.

## ترک لیست
| شماره | نام                            | مدت  |
| ----- | ------------------------------ | ---- |
| ۱.    | «بذار بخوابه»                  | ۴:۰۰ |
| ۲.    | «سیاه»                         | ۴:۴۱ |
| ۳.    | «من تسلیم نمی‌شوم»              | ۳:۵۱ |
| ۴.    | «بعضی اوقات تموم میشه»         | nil  |
| ۵.    | «روح‌های از دست رفته»           | nil  |
| ۶.    | «فقط یک برده برای راک اند رول» | nil  |
| ۷.    | «من رو بفرست خونه»             | nil  |
| ۸.    | «بهتر میشیم»                   | nil  |
| ۹.    | «من اینجام»                    | nil  |
| ۱۰.   | «رفته»                         | nil  |
| ۱۱.   | «تقسیم نشده»                   | ۳:۳۵ |
| ۱۲.   | «محاصره شده توسط گرگ‌ها»        | nil  |